# Porção continental

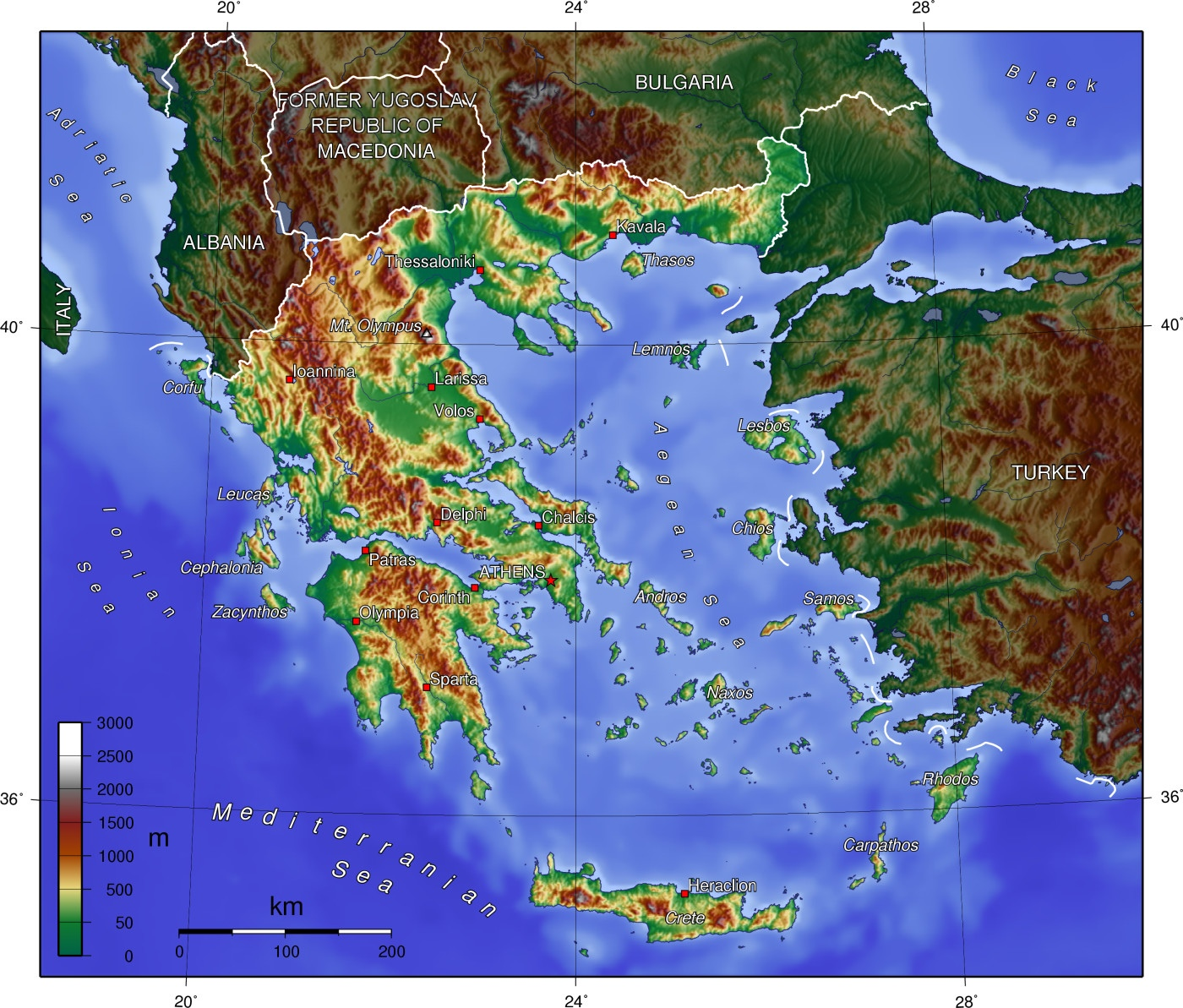
Mapa topográfico da Grécia, mostrando o relevo e a variação de altitude do território. Imagem de Captain Blood. Licença: CC BY-SA 3.0.

Porção continental, por vezes referida apenas como "o continente", é, estritamente falando, a parte de determinada região ou entidade situada na maior massa de terra contínua de determinado continente, em oposição à porção insular ou aos territórios ultramarinos (tais como ilhas oceânicas situadas fora da plataforma continental)
Utilizado por conveniência, "continente" tem sentido adaptável que deve ser obtido do contexto, podendo tal sentido ser mais político do que geográfico. Por exemplo, "China Continental" é usado pelo governo de Macau para designar a parte da China sob jurisdição direta de Pequim, o que inclui a província insular de Hainan, mas exclui as partes continentais de Hong Kong e Macau, que têm jurisdições próprias.
A porção continental frequentemente é maior e tem mais status geopolítico do que os territórios remotos politicamente associados, sendo utilizado como um tradução neutra, porém inexata, do termo em inglês mainland (terra principal), termo este que pode ser considerado inadequado por sugerir que uma região é superior a outra. Em alguns casos é sinônimo de "metrópole".
Na geomorfologia, a porção continental é frequentemente caracterizada pela presença de plataformas continentais que se estendem sob o oceano e conectam o continente às áreas mais profundas da bacia oceânica.

## Algumas porções continentais notáveis
"O continente" pode referir-se à:
- parte continental da França, em oposição à Córsega
- parte continental de Portugal, em oposição à Madeira e aos Açores
- parte continental da Europa, em oposição às várias ilhas europeias